# 七門九洲十八坡
七門九洲十八坡是傳統上對南昌大致的地理景致進行的總結。
七門包括：
1. 進賢門
2. 惠民門
3. 章江門
4. 德勝門
5. 廣潤門
6. 永和門
7. 順化門

九洲包括：
1. 新洲
2. 潮王洲（朝陽洲）
3. 打纜洲
4. 楊家洲
5. 新添洲
6. 黃泥洲
7. 裡洲（現已填河成陸）
8. 黃牛洲（併入黃泥洲）
9. 大洲（併入潮王洲）

？蓼洲
十八坡包括：
1. 傅家坡（今傅家坡巷）
2. 鳳凰坡（上下兩坡合併為一，位於今中山路西端，現鳳凰坡小學西側）
3. 駱家坡（廣外茅竹架附近）
4. 戴家坡（今戴家巷）
5. 十家坡（今十字街）
6. 總鎮坡（今鐵街，位於中山路西段）
7. 鐵樹坡（今十字街）
8. 十八坡（今前進路中部）
9. 槐樹坡（後改名槐樹巷，今鄧家巷）
10. 帥家坡（今愛國路）
11. 樂家坡（今高家巷，位於滕王閣對面）
12. 秥石坡（今犁頭咀街，位於廣外）
13. 金雞坡（位於廣場東路、金盤路一帶，周圍有街名為坡頭街）
14. 桃樹坡（位於象山南路、六眼井以南，都司前街口）
15. 躍龍坡（位於象山南路、古躍龍橋（高橋）南頭，今附近有高橋商場）
16. 灌木坡（位於蓼洲街附近，今街名為「坡頭上」）
17. 煤炭坡（一說在今煤炭街，一說在今三眼井，校廠東巷附近）
18. 黃泥坡（一說在城北沙井附近，一說在塘塍上）